# Jean Laporte (homme politique)
 (mars 2025).
Pour les articles homonymes, voir Jean Laporte et Laporte.
Jean Laporte est un homme politique français né le 3 décembre 1874 à Montluçon (Allier) et décédé le 24 mars 1964 à Clichy-la-Garenne  (Seine).

## Biographie
Tourneur en métaux, syndicaliste actif et militant socialiste à Vierzon (Cher), il s'installe en région parisienne vers 1910. Rallié au Parti communiste, il est élu député de la Seine de 1924 à 1928. Exclu du parti communiste en 1929, il quitte la vie politique pour devenir fonctionnaire municipal à Clichy-la-Garenne.

## Sources
- « Jean Laporte (homme politique) », dans le Dictionnaire des parlementaires français (1889-1940), sous la direction de Jean Jolly, PUF, 1960 [détail de l’édition]